# 溴化镥
溴化镥是一种无机化合物，化学式为LuBr3。它在室温时为无臭的白色粉末，易潮解。

## 性质

### 反应
溴化镥可以由以下方法制备：
2 Lu(s) + 3 Br2(g) → 2 LuBr3(s)
它遇到明火可能会生成氧化镥烟与溴化氢气体。
它可以和强氧化剂反应。

### 溶解度
T. Mioduski通过实验测得LuBr3在四氢呋喃中的溶解度为0.30 g/100 ml溶液。（21~23°C）